# KTDU-80

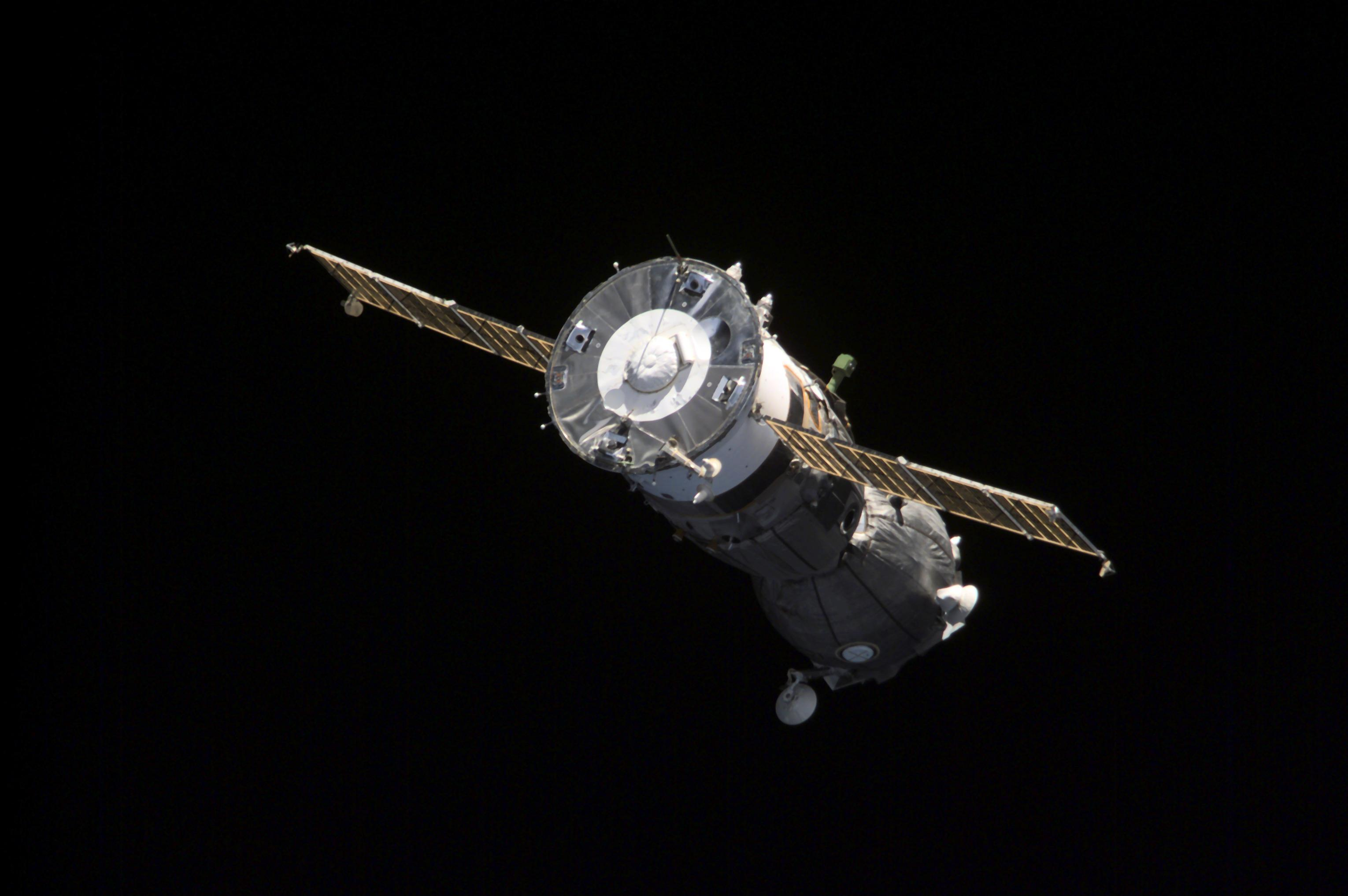
Uma Soyuz TM-32 partindo da ISS com o bocal do KTDU-80 coberto por uma capa.

O KTDU-80 (em russo: Корректирующе-Тормозная Двигательная Установка, КТДУ) é o mais recente da família dos sistemas de propulsão integrada que a KB KhIMMASH implementou para a Soyuz desde a Soyuz T. Ele integra a propulsão principal, o RCS e o controle de atitude num único sistema alimentado por pressão, dos propelentes, num sistema duplo de redundância. Os propelentes  utilizados são: UDMH e N2O4 sendo a unidade de propulsão principal a S5.80. Ele gera 2,95 kN de empuxo com pressão na câmara de 0,88 MPa e expansão no bocal de 153,8 que o permite atingir um impulso específico de 302 isp. Ele está certificado para 30 ignições com tempo total de queima de 890 segundos. Esse sistema, sem pressurização e combustível pesa 310 kg, mede 1,2 m de comprimento com diâmetro de 2,1 m.

## Variantes
Esse motor foi usado em três variantes:
- KTDU-426 (ou 11D426): Versão desenvolvida para a Soyuz T substituindo o KTDU-35.[4][5][6]
- KTDU-80: Versão desenvolvida entre 1968 and 1974 para Soyuz-TM.[7][5][8]
- KTDU-80 (Soyuz MS): Versão desenvolvida para a Soyuz MS e a Progress-MS.[9]